# Namyangju
Namyangju (hangul 남양주시, hanja  南陽州市) är en stad i den sydkoreanska provinsen Gyeonggi, och är en östlig förort till Seoul. Folkmängden uppgick till 720 462 invånare i slutet av 2020, varav 299 906 invånare bodde i själva centralorten.
Centralorten är indelad i sju administrativa stadsdelar (dong):
Byeollae-dong,
Dasan 1-dong,
Dasan 2-dong,
Geumgok-dong,
Hopyeong-dong,
Pyeongnae-dong och
Yangjeong-dong.
Resten av kommunen är indelad i sex köpingar (eup) och tre socknar (myeon):
Byeollae-myeon,
Hwado-eup,
Jingeon-eup,
Jinjeop-eup,
Joan-myeon,
Onam-eup,
Sudong-myeon,
Toegyewon-eup och
Wabu-eup.